# Llista de masies de la Segarra
Llista de masies i altres construccions de la Segarra ordenades per municipi.
Informació actualitzada per un bot. Els canvis manuals es perdran quan s'actualitzi!
| imatge | Nom                       | instància de                       | Municipi               | Elevació s.n.m. en m | estat de conservació  | coordenades                                                             | Protecció                                            | Commons (més fotos)                    | WD                            |
| ------ | ------------------------- | ---------------------------------- | ---------------------- | -------------------- | --------------------- | ----------------------------------------------------------------------- | ---------------------------------------------------- | -------------------------------------- | ----------------------------- |
|        | Cal Codina                | masia                              | Cervera                | 497                  |                       | 41° 43′ 35″ N, 1° 18′ 03″ E / 41.72633°N,1.30095°E                      | bé cultural d'interès local                          | Cal Codina (Cervera)                   | Modifica les dades a Wikidata |
|        | Cal Masó                  | masia                              | Cervera                | 522                  | ruïnós                | 41° 42′ 53″ N, 1° 18′ 11″ E / 41.714802137664°N,1.30310468145288°E      |                                                      |                                        | Modifica les dades a Wikidata |
|        | Cal Mitjà                 | masia                              | Cervera                | 475                  |                       | 41° 42′ 32″ N, 1° 17′ 44″ E / 41.7088101412414°N,1.29562994711821°E     |                                                      |                                        | Modifica les dades a Wikidata |
|        | Cal Vicenç                | masia                              | Cervera                | 609                  |                       | 41° 40′ 23″ N, 1° 19′ 35″ E / 41.67317°N,1.32645°E                      | bé cultural d'interès local                          |                                        | Modifica les dades a Wikidata |
|        | Can Rovira                | masia                              | Cervera                | 543                  |                       | 41° 41′ 44″ N, 1° 17′ 16″ E / 41.6954728027999°N,1.28785873145903°E     |                                                      |                                        | Modifica les dades a Wikidata |
|        | Casanova                  | masia                              | Cervera                | 560                  |                       | 41° 44′ 00″ N, 1° 19′ 31″ E / 41.7333785083276°N,1.3253783293696448°E   |                                                      | Cal Clot Valls                         | Modifica les dades a Wikidata |
|        | el Masuca                 | masia                              | Cervera                | 517                  | enderrocat o destruït | 41° 39′ 20″ N, 1° 18′ 50″ E / 41.6556428363157°N,1.31389418576858°E     |                                                      |                                        | Modifica les dades a Wikidata |
|        | finca i molí dels Comdals | molí d'aigua masia                 | Cervera                | 500                  |                       | 41° 39′ 28″ N, 1° 18′ 31″ E / 41.657675°N,1.308605°E                    | bé cultural d'interès local                          | Finca i molí dels Comdals              | Modifica les dades a Wikidata |
|        | Mas Agulló                | masia                              | Cervera                | 540                  |                       | 41° 38′ 32″ N, 1° 15′ 41″ E / 41.64216°N,1.2614°E                       | bé cultural d'interès local                          |                                        | Modifica les dades a Wikidata |
|        | Mas Cremat                | masia                              | Cervera                | 518                  | ruïnós                | 41° 39′ 31″ N, 1° 16′ 31″ E / 41.658510143363°N,1.2753883660039°E       |                                                      |                                        | Modifica les dades a Wikidata |
|        | Mas d'en Solsona          | masia                              | Cervera                | 556                  |                       | 41° 40′ 50″ N, 1° 16′ 50″ E / 41.68049°N,1.28042°E                      | bé cultural d'interès local                          |                                        | Modifica les dades a Wikidata |
|        | Mas de Carcassona         | masia                              | Cervera                | 466                  | ruïnós                | 41° 41′ 02″ N, 1° 13′ 54″ E / 41.6838334734062°N,1.23178204717723°E     |                                                      |                                        | Modifica les dades a Wikidata |
|        | Mas de la Mel             | masia                              | Cervera                | 584                  | ruïnós                | 41° 40′ 49″ N, 1° 18′ 33″ E / 41.68029°N,1.30904°E                      | bé cultural d'interès local                          |                                        | Modifica les dades a Wikidata |
|        | Mas de les Cases          | masia                              | Cervera                | 542                  |                       | 41° 38′ 36″ N, 1° 14′ 36″ E / 41.6432269624329°N,1.24324319026795°E     |                                                      |                                        | Modifica les dades a Wikidata |
|        | Mas del Benet             | masia                              | Cervera                | 546                  | ruïnós                | 41° 40′ 47″ N, 1° 16′ 02″ E / 41.6796462988098°N,1.26731395962308°E     |                                                      |                                        | Modifica les dades a Wikidata |
|        | Mas del Camatxo           | masia                              | Cervera                | 553                  |                       | 41° 41′ 38″ N, 1° 16′ 46″ E / 41.6938618612616°N,1.27950181568858°E     |                                                      |                                        | Modifica les dades a Wikidata |
|        | Mas del Casanelles        | masia                              | Cervera                | 530                  | ruïnós                | 41° 40′ 53″ N, 1° 15′ 38″ E / 41.6813544731958°N,1.26055211795867°E     |                                                      |                                        | Modifica les dades a Wikidata |
|        | Mas del Codina            | masia                              | Cervera                | 545                  |                       | 41° 40′ 22″ N, 1° 16′ 08″ E / 41.67286°N,1.26902°E                      | bé cultural d'interès local                          | Mas del Codina (Cervera)               | Modifica les dades a Wikidata |
|        | Mas del Colom             | masia                              | Cervera                | 540                  | enderrocat o destruït | 41° 40′ 42″ N, 1° 16′ 09″ E / 41.6783786379492°N,1.26925816196766°E     |                                                      |                                        | Modifica les dades a Wikidata |
|        | Mas del Coma              | masia                              | Cervera                | 487                  |                       | 41° 42′ 11″ N, 1° 17′ 54″ E / 41.70311°N,1.29838°E                      | bé cultural d'interès local                          |                                        | Modifica les dades a Wikidata |
|        | Mas del Grioles           | masia                              | Cervera                | 601                  | ruïnós                | 41° 37′ 49″ N, 1° 16′ 35″ E / 41.63028°N,1.27639°E                      | bé cultural d'interès local                          |                                        | Modifica les dades a Wikidata |
|        | Mas del Lepes             | masia                              | Cervera                | 547                  |                       | 41° 40′ 52″ N, 1° 16′ 09″ E / 41.6812412472081°N,1.26915740808912°E     |                                                      |                                        | Modifica les dades a Wikidata |
|        | Mas del Lloses            | masia                              | Cervera                | 552                  |                       | 41° 41′ 12″ N, 1° 16′ 36″ E / 41.6866129538697°N,1.2765950597857°E      |                                                      |                                        | Modifica les dades a Wikidata |
|        | Mas del Patra             | masia                              | Cervera                | 551                  |                       | 41° 41′ 14″ N, 1° 17′ 22″ E / 41.6871217204062°N,1.28954610590499°E     |                                                      |                                        | Modifica les dades a Wikidata |
|        | Mas del Pipó              | masia                              | Cervera                | 576                  |                       | 41° 40′ 30″ N, 1° 18′ 16″ E / 41.67508°N,1.30458°E                      | bé cultural d'interès local                          |                                        | Modifica les dades a Wikidata |
|        | Mas del Quiquet           | masia                              | Cervera                | 560                  |                       | 41° 41′ 10″ N, 1° 17′ 08″ E / 41.68609°N,1.28567°E                      | bé cultural d'interès local                          |                                        | Modifica les dades a Wikidata |
|        | Mas del Sicart            | masia                              | Cervera                | 545                  | ruïnós                | 41° 40′ 47″ N, 1° 16′ 10″ E / 41.6795870371618°N,1.2693579290968°E      |                                                      |                                        | Modifica les dades a Wikidata |
|        | Mas del Vega              | masia                              | Cervera                | 531                  |                       | 41° 41′ 31″ N, 1° 16′ 25″ E / 41.6918094615209°N,1.27357241575327°E     |                                                      |                                        | Modifica les dades a Wikidata |
|        | Mas del Vilalta           | masia                              | Cervera                | 539                  | ruïnós                | 41° 41′ 25″ N, 1° 16′ 52″ E / 41.6902753545348°N,1.28118352193848°E     |                                                      |                                        | Modifica les dades a Wikidata |
|        | Mas Sant Roc              | masia                              | Cervera                | 483                  |                       | 41° 42′ 21″ N, 1° 18′ 04″ E / 41.7059283610151°N,1.30112661468424°E     |                                                      | Mas Sant Roc                           | Modifica les dades a Wikidata |
|        | Masia Blanca              | masia                              | Cervera                | 516                  |                       | 41° 41′ 06″ N, 1° 16′ 02″ E / 41.6850212950243°N,1.2671817333746°E      |                                                      |                                        | Modifica les dades a Wikidata |
|        | Masia de Quim             | masia                              | Cervera                | 518                  |                       | 41° 40′ 07″ N, 1° 14′ 49″ E / 41.668598°N,1.246858°E                    |                                                      |                                        | Modifica les dades a Wikidata |
|        | Masia del Camps           | masia                              | Cervera                | 456                  |                       | 41° 39′ 50″ N, 1° 15′ 24″ E / 41.6638°N,1.256675°E                      |                                                      |                                        | Modifica les dades a Wikidata |
|        | Masia del Pereta          | masia                              | Cervera                | 567                  |                       | 41° 40′ 33″ N, 1° 18′ 44″ E / 41.6758744710732°N,1.31222484279295°E     | bé cultural d'interès local                          |                                        | Modifica les dades a Wikidata |
|        | Masia del Rafael          | masia                              | Cervera                | 568                  |                       | 41° 40′ 49″ N, 1° 17′ 53″ E / 41.68018°N,1.29803°E                      | bé cultural d'interès local                          |                                        | Modifica les dades a Wikidata |
|        | Masia del Trilla          | masia                              | Cervera                | 454                  |                       | 41° 39′ 53″ N, 1° 15′ 00″ E / 41.66478°N,1.25003°E                      | bé cultural d'interès local                          | Mas del Trilla                         | Modifica les dades a Wikidata |
|        | Ribera                    | masia                              | Cervera                | 503                  |                       | 41° 41′ 18″ N, 1° 14′ 56″ E / 41.6883197918421°N,1.24890155651753°E     |                                                      |                                        | Modifica les dades a Wikidata |
|        | cabana de Cal Cunyer      | masia                              | els Plans de Sió       |                      |                       | 41° 42′ 17″ N, 1° 13′ 42″ E / 41.70481939139909°N,1.2283819913864138°E  |                                                      |                                        | Modifica les dades a Wikidata |
|        | Cal Ruera                 | masia                              | els Plans de Sió       | 375                  |                       | 41° 44′ 38″ N, 1° 10′ 55″ E / 41.744004°N,1.182014°E                    |                                                      |                                        | Modifica les dades a Wikidata |
|        | Caseta de Marianna        | masia                              | els Plans de Sió       | 382                  | ruïnós                | 41° 42′ 59″ N, 1° 10′ 48″ E / 41.7163873550266°N,1.18012590281797°E     |                                                      |                                        | Modifica les dades a Wikidata |
|        | Caseta del Tàssies        | masia                              | els Plans de Sió       | 389                  |                       | 41° 46′ 16″ N, 1° 10′ 48″ E / 41.7712257795839°N,1.17997183094078°E     |                                                      |                                        | Modifica les dades a Wikidata |
|        | Mas de Golonor            | masia                              | els Plans de Sió       | 414                  |                       | 41° 45′ 04″ N, 1° 12′ 51″ E / 41.75106944444445°N,1.2142694444444444°E  | bé cultural d'interès local                          | Mas de Golonor                         | Modifica les dades a Wikidata |
|        | Mas del Metge             | masia                              | els Plans de Sió       | 400                  |                       | 41° 43′ 13″ N, 1° 11′ 31″ E / 41.720273984951°N,1.1919916831276°E       |                                                      |                                        | Modifica les dades a Wikidata |
|        | Masia de Cal Palou        | masia                              | els Plans de Sió       | 374                  | ruïnós                | 41° 42′ 52″ N, 1° 10′ 10″ E / 41.714510936176°N,1.1693146413588°E       |                                                      |                                        | Modifica les dades a Wikidata |
|        | Masia de Queralt          | masia                              | els Plans de Sió       | 430                  |                       | 41° 44′ 28″ N, 1° 12′ 35″ E / 41.7411271628547°N,1.20985162251081°E     |                                                      |                                        | Modifica les dades a Wikidata |
|        | Masia de Ratera           | masia                              | els Plans de Sió       | 401                  |                       | 41° 45′ 02″ N, 1° 13′ 29″ E / 41.750665°N,1.224756°E                    | bé cultural d'interès local                          |                                        | Modifica les dades a Wikidata |
|        | Masia del Porta           | masia                              | els Plans de Sió       | 477                  |                       | 41° 41′ 32″ N, 1° 14′ 08″ E / 41.6921603328521°N,1.2356034519757°E      |                                                      |                                        | Modifica les dades a Wikidata |
|        | Masia del Torres          | masia                              | els Plans de Sió       | 371                  |                       | 41° 45′ 40″ N, 1° 10′ 31″ E / 41.7610261047472°N,1.17515981980172°E     |                                                      |                                        | Modifica les dades a Wikidata |
|        | Ca l'Eudald               | masia                              | Estaràs                | 605                  |                       | 41° 41′ 07″ N, 1° 23′ 28″ E / 41.6854007073523°N,1.39113157343634°E     |                                                      |                                        | Modifica les dades a Wikidata |
|        | Cal Borràs                | masia                              | Estaràs                | 618                  |                       | 41° 42′ 36″ N, 1° 22′ 54″ E / 41.709993°N,1.381631°E                    |                                                      |                                        | Modifica les dades a Wikidata |
|        | Cal Cintet                | masia                              | Estaràs                | 615                  |                       | 41° 43′ 10″ N, 1° 22′ 48″ E / 41.7194428591201°N,1.38000417100961°E     |                                                      |                                        | Modifica les dades a Wikidata |
|        | Cal Codina                | masia                              | Estaràs                | 664                  |                       | 41° 43′ 57″ N, 1° 23′ 52″ E / 41.732519396083°N,1.39790387255269°E      |                                                      |                                        | Modifica les dades a Wikidata |
|        | Cal Jan                   | masia                              | Estaràs                | 697                  | ruïnós                | 41° 42′ 57″ N, 1° 23′ 40″ E / 41.7159339842654°N,1.39438510548928°E     |                                                      |                                        | Modifica les dades a Wikidata |
|        | Cal Manel                 | masia                              | Estaràs                | 657                  |                       | 41° 43′ 18″ N, 1° 23′ 29″ E / 41.7216040827436°N,1.39151495379791°E     |                                                      |                                        | Modifica les dades a Wikidata |
|        | Cal Marc                  | masia                              | Estaràs                | 583                  |                       | 41° 41′ 18″ N, 1° 23′ 18″ E / 41.688243815258°N,1.38834517511672°E      |                                                      |                                        | Modifica les dades a Wikidata |
|        | Cal Mont-rosà             | masia                              | Estaràs                | 665                  |                       | 41° 43′ 34″ N, 1° 22′ 23″ E / 41.7261710324994°N,1.37300619738899°E     |                                                      |                                        | Modifica les dades a Wikidata |
|        | Cal Pere                  | masia                              | Estaràs                | 576                  |                       | 41° 41′ 25″ N, 1° 22′ 43″ E / 41.690341507262°N,1.37867993978082°E      |                                                      |                                        | Modifica les dades a Wikidata |
|        | Cal Salat                 | masia                              | Estaràs                | 587                  |                       | 41° 41′ 13″ N, 1° 23′ 28″ E / 41.686895°N,1.391052°E                    | bé integrant del patrimoni cultural català           | Cal Salat de Gàver                     | Modifica les dades a Wikidata |
|        | Cal Seroles               | masia                              | Estaràs                | 660                  |                       | 41° 42′ 44″ N, 1° 22′ 47″ E / 41.71226735504°N,1.3797278721925°E        |                                                      |                                        | Modifica les dades a Wikidata |
|        | Can Vinyalets             | masia                              | Estaràs                | 634                  |                       | 41° 40′ 57″ N, 1° 23′ 24″ E / 41.682413030963°N,1.39002858451474°E      |                                                      |                                        | Modifica les dades a Wikidata |
|        | Casa Vila                 | masia                              | Estaràs                | 669                  |                       | 41° 43′ 51″ N, 1° 23′ 51″ E / 41.7307744999788°N,1.3974302236573°E      |                                                      |                                        | Modifica les dades a Wikidata |
|        | Caseta de la Teula        | masia                              | Estaràs                | 619                  |                       | 41° 42′ 29″ N, 1° 22′ 36″ E / 41.7081277445286°N,1.37662242281975°E     |                                                      |                                        | Modifica les dades a Wikidata |
|        | la Torre                  | masia                              | Estaràs                | 586                  |                       | 41° 41′ 12″ N, 1° 23′ 26″ E / 41.6867151530358°N,1.39044998607351°E     |                                                      |                                        | Modifica les dades a Wikidata |
|        | Mas del Cisco             | masia                              | Estaràs                | 652                  |                       | 41° 42′ 24″ N, 1° 22′ 53″ E / 41.7065936021861°N,1.38151674495442°E     |                                                      |                                        | Modifica les dades a Wikidata |
|        | Mas Vila                  | masia                              | Estaràs                | 617                  | ruïnós                | 41° 41′ 06″ N, 1° 22′ 51″ E / 41.6850135271187°N,1.38088033346635°E     |                                                      |                                        | Modifica les dades a Wikidata |
|        | Masia del Frare           | masia                              | Estaràs                | 560                  |                       | 41° 40′ 29″ N, 1° 20′ 52″ E / 41.6748492739965°N,1.34765441380911°E     |                                                      |                                        | Modifica les dades a Wikidata |
|        | Molí de Vent              | masia                              | Estaràs                | 573                  |                       | 41° 40′ 21″ N, 1° 21′ 28″ E / 41.6725092749543°N,1.35782900114556°E     |                                                      |                                        | Modifica les dades a Wikidata |
|        | Mas Trilla                | masia                              | Granyanella            |                      | enderrocat o destruït | 41° 40′ 33″ N, 1° 14′ 20″ E / 41.675969635247°N,1.2388826127362°E       |                                                      |                                        | Modifica les dades a Wikidata |
|        | Casalot de la Carlana     | masia                              | Granyena de Segarra    | 578                  | ruïnós                | 41° 36′ 53″ N, 1° 13′ 09″ E / 41.614674°N,1.219177°E                    |                                                      |                                        | Modifica les dades a Wikidata |
|        | Mas de l'Ardit            | masia                              | Granyena de Segarra    | 594                  | ruïnós                | 41° 37′ 44″ N, 1° 13′ 42″ E / 41.62879722°N,1.22840556°E                |                                                      |                                        | Modifica les dades a Wikidata |
|        | Cal Marquet               | masia                              | Guissona               | 538                  |                       | 41° 46′ 44″ N, 1° 18′ 18″ E / 41.77902°N,1.30492°E                      | bé cultural d'interès local                          |                                        | Modifica les dades a Wikidata |
|        | Finca del Campabadal      | masia                              | Guissona               | 512                  |                       | 41° 46′ 57″ N, 1° 17′ 49″ E / 41.7823666315379°N,1.29681155852804°E     |                                                      |                                        | Modifica les dades a Wikidata |
|        | la Torre d'en Carlos      | masia                              | Guissona               | 507                  |                       | 41° 46′ 16″ N, 1° 16′ 45″ E / 41.771°N,1.27907°E                        | bé cultural d'interès local                          | La Torre d'en Carlos                   | Modifica les dades a Wikidata |
|        | Mas d'en Porta            | masia                              | Guissona               | 468                  |                       | 41° 47′ 40″ N, 1° 14′ 01″ E / 41.79446°N,1.23366°E                      | bé cultural d'interès local                          | Mas d'en Porta                         | Modifica les dades a Wikidata |
|        | Mas Ramon                 | masia                              | Guissona               | 522                  |                       | 41° 48′ 44″ N, 1° 16′ 43″ E / 41.8123°N,1.27867°E                       | bé cultural d'interès local                          | Mas Ramon                              | Modifica les dades a Wikidata |
|        | Masia del Tomàs           | masia                              | Guissona               | 476                  | ruïnós                | 41° 47′ 49″ N, 1° 16′ 53″ E / 41.796915246002°N,1.28129715463421°E      |                                                      |                                        | Modifica les dades a Wikidata |
|        | Tapioles                  | masia                              | Guissona               | 462                  |                       | 41° 47′ 06″ N, 1° 16′ 41″ E / 41.785104°N,1.278054°E                    | bé cultural d'interès local                          |                                        | Modifica les dades a Wikidata |
|        | Cal Closa                 | masia                              | Ivorra                 | 560                  |                       | 41° 46′ 06″ N, 1° 23′ 10″ E / 41.768399960267°N,1.38618366448582°E      |                                                      |                                        | Modifica les dades a Wikidata |
|        | Cal Meix                  | masia                              | Ivorra                 | 553                  |                       | 41° 46′ 17″ N, 1° 23′ 16″ E / 41.771358730755°N,1.3877938558399°E       |                                                      |                                        | Modifica les dades a Wikidata |
|        | Cal Molins                | masia                              | Ivorra                 | 515                  |                       | 41° 46′ 22″ N, 1° 23′ 32″ E / 41.7728516467744°N,1.39213592382722°E     |                                                      |                                        | Modifica les dades a Wikidata |
|        | Cal Mundons               | masia                              | Ivorra                 | 515                  |                       | 41° 46′ 47″ N, 1° 23′ 13″ E / 41.779696°N,1.386914°E                    |                                                      |                                        | Modifica les dades a Wikidata |
|        | Cal Paredador             | masia                              | Ivorra                 | 535                  |                       | 41° 46′ 13″ N, 1° 23′ 23″ E / 41.7703578120317°N,1.38963560813632°E     |                                                      |                                        | Modifica les dades a Wikidata |
|        | Cal Prat                  | masia                              | Ivorra                 | 563                  |                       | 41° 45′ 55″ N, 1° 23′ 00″ E / 41.765389589402°N,1.38346814374812°E      |                                                      |                                        | Modifica les dades a Wikidata |
|        | Cal Sangrà                | masia                              | Ivorra                 | 544                  |                       | 41° 46′ 03″ N, 1° 23′ 13″ E / 41.7674735678668°N,1.38691668538054°E     |                                                      |                                        | Modifica les dades a Wikidata |
|        | Cal Seguers               | masia                              | Ivorra                 | 532                  |                       | 41° 46′ 10″ N, 1° 23′ 21″ E / 41.7694700762891°N,1.38927282838472°E     |                                                      |                                        | Modifica les dades a Wikidata |
|        | Cal Tarruella             | masia                              | Ivorra                 | 469                  |                       | 41° 46′ 58″ N, 1° 23′ 33″ E / 41.782864260569°N,1.39258368147725°E      |                                                      |                                        | Modifica les dades a Wikidata |
|        | Hostalets                 | masia                              | Ivorra                 | 631                  |                       | 41° 45′ 39″ N, 1° 22′ 49″ E / 41.7607°N,1.38023°E                       | bé integrant del patrimoni cultural català           | Hostalets (Ivorra)                     | Modifica les dades a Wikidata |
|        | la Morera                 | masia                              | Ivorra                 | 440                  |                       | 41° 48′ 04″ N, 1° 23′ 56″ E / 41.8011376895971°N,1.3989638615378°E      |                                                      | La Morera (Ivorra)                     | Modifica les dades a Wikidata |
|        | Puigsatorre               | masia                              | Ivorra                 | 532                  |                       | 41° 46′ 08″ N, 1° 23′ 22″ E / 41.7689604201154°N,1.38953822644486°E     |                                                      |                                        | Modifica les dades a Wikidata |
|        | Cal Ferrer                | masia                              | les Oluges             | 505                  |                       | 41° 41′ 41″ N, 1° 19′ 16″ E / 41.6947215655668°N,1.32117732830999°E     |                                                      |                                        | Modifica les dades a Wikidata |
|        | Cal Jaume                 | masia                              | les Oluges             | 542                  |                       | 41° 41′ 10″ N, 1° 20′ 24″ E / 41.685982°N,1.340012°E                    |                                                      |                                        | Modifica les dades a Wikidata |
|        | Cal Tort                  | masia                              | les Oluges             | 597                  |                       | 41° 41′ 54″ N, 1° 21′ 55″ E / 41.6983647858188°N,1.36521099178434°E     |                                                      |                                        | Modifica les dades a Wikidata |
|        | la Melgosa                | masia                              | les Oluges             | 571                  |                       | 41° 42′ 11″ N, 1° 21′ 01″ E / 41.7029238373124°N,1.35020468199458°E     |                                                      |                                        | Modifica les dades a Wikidata |
|        | la Teuleria               | masia                              | les Oluges             |                      |                       | 41° 41′ 44″ N, 1° 21′ 38″ E / 41.695534652996°N,1.36064410355453°E      |                                                      |                                        | Modifica les dades a Wikidata |
|        | Mas Ribera                | masia                              | les Oluges             | 540                  |                       | 41° 41′ 06″ N, 1° 20′ 22″ E / 41.684976°N,1.33947°E                     |                                                      |                                        | Modifica les dades a Wikidata |
|        | Mas Suau                  | masia                              | les Oluges             | 600                  | ruïnós                | 41° 40′ 44″ N, 1° 19′ 40″ E / 41.678815°N,1.327895°E                    |                                                      |                                        | Modifica les dades a Wikidata |
|        | Cal Girald                | masia                              | Massoteres             | 417                  |                       | 41° 49′ 11″ N, 1° 20′ 27″ E / 41.819786°N,1.340759°E                    |                                                      |                                        | Modifica les dades a Wikidata |
|        | Cornudella                | masia                              | Massoteres             | 486                  |                       | 41° 48′ 31″ N, 1° 18′ 23″ E / 41.808478298736°N,1.3062809343564°E       |                                                      |                                        | Modifica les dades a Wikidata |
|        | Espona                    | masia                              | Massoteres             | 536                  |                       | 41° 47′ 32″ N, 1° 20′ 15″ E / 41.792307°N,1.33762°E                     |                                                      |                                        | Modifica les dades a Wikidata |
|        | la Caseta                 | masia                              | Massoteres             | 418                  | ruïnós                | 41° 49′ 06″ N, 1° 20′ 57″ E / 41.818199°N,1.349208°E                    |                                                      | La Caseta de Bon Pas                   | Modifica les dades a Wikidata |
|        | la Codina                 | masia                              | Massoteres             | 424                  |                       | 41° 49′ 26″ N, 1° 19′ 43″ E / 41.823761°N,1.328537°E                    |                                                      |                                        | Modifica les dades a Wikidata |
|        | la Masuca                 | masia                              | Massoteres             | 448                  |                       | 41° 48′ 51″ N, 1° 19′ 02″ E / 41.814301°N,1.317087°E                    |                                                      | La Masuca (Massoteres)                 | Modifica les dades a Wikidata |
|        | la Torreta                | masia                              | Massoteres             | 463                  |                       | 41° 48′ 27″ N, 1° 19′ 06″ E / 41.8075949404732°N,1.31826904550464°E     |                                                      |                                        | Modifica les dades a Wikidata |
|        | les Pletes                | masia                              | Massoteres             | 469                  |                       | 41° 48′ 16″ N, 1° 20′ 22″ E / 41.804547°N,1.339387°E                    |                                                      |                                        | Modifica les dades a Wikidata |
|        | Mas Corralot              | masia                              | Massoteres             | 462                  |                       | 41° 48′ 46″ N, 1° 19′ 40″ E / 41.812833377414°N,1.32790759750382°E      |                                                      |                                        | Modifica les dades a Wikidata |
|        | Mas d'en Torres           | masia                              | Massoteres             | 495                  |                       | 41° 48′ 01″ N, 1° 20′ 38″ E / 41.8001683825055°N,1.34394468432102°E     |                                                      |                                        | Modifica les dades a Wikidata |
|        | Mas de Farell             | masia                              | Massoteres             | 495                  |                       | 41° 48′ 22″ N, 1° 18′ 03″ E / 41.8060960497161°N,1.3008777312568°E      |                                                      |                                        | Modifica les dades a Wikidata |
|        | Mas de les Mates          | masia                              | Massoteres             | 463                  |                       | 41° 49′ 19″ N, 1° 18′ 55″ E / 41.822035°N,1.315402°E                    |                                                      | Mas de les Mates                       | Modifica les dades a Wikidata |
|        | Senillosa                 | masia                              | Massoteres             | 448                  | ruïnós                | 41° 48′ 45″ N, 1° 21′ 36″ E / 41.812628°N,1.360013°E                    |                                                      | Senillosa (Massoteres)                 | Modifica les dades a Wikidata |
|        | Solibernat                | masia                              | Massoteres             | 457                  | ruïnós                | 41° 48′ 42″ N, 1° 22′ 10″ E / 41.8118021564418°N,1.36956442477846°E     |                                                      | Solibernat                             | Modifica les dades a Wikidata |
|        | Cal Mitxeu                | masia                              | Montoliu de Segarra    | 754                  | ruïnós                | 41° 34′ 43″ N, 1° 18′ 33″ E / 41.5787190629233°N,1.30921568881735°E     |                                                      |                                        | Modifica les dades a Wikidata |
|        | Masia del Cendra          | masia                              | Montoliu de Segarra    | 606                  |                       | 41° 36′ 24″ N, 1° 16′ 08″ E / 41.60676944°N,1.26883917°E                |                                                      |                                        | Modifica les dades a Wikidata |
|        | Ca la Francisca           | masia                              | Ribera d'Ondara        | 596                  |                       | 41° 36′ 58″ N, 1° 15′ 39″ E / 41.61622°N,1.2607°E                       |                                                      |                                        | Modifica les dades a Wikidata |
|        | Cal Bertran               | masia                              | Ribera d'Ondara        | 650                  |                       | 41° 39′ 44″ N, 1° 21′ 58″ E / 41.6623156293756°N,1.36618340085934°E     |                                                      |                                        | Modifica les dades a Wikidata |
|        | Castell de Timor          | castell masia                      | Ribera d'Ondara        | 592                  |                       | 41° 38′ 34″ N, 1° 19′ 46″ E / 41.642664°N,1.329399°E                    | bé d'interès cultural bé cultural d'interès nacional | Castell de Timor                       | Modifica les dades a Wikidata |
|        | la Capella                | masia                              | Ribera d'Ondara        | 690                  | enderrocat o destruït | 41° 39′ 00″ N, 1° 21′ 49″ E / 41.650136°N,1.363491°E                    |                                                      |                                        | Modifica les dades a Wikidata |
|        | Mas Claret                | masia entitat singular de població | Ribera d'Ondara        | 550                  |                       | 41° 38′ 51″ N, 1° 20′ 09″ E / 41.64761475°N,1.33578797°E                | bé integrant del patrimoni cultural català           | Mas Claret                             | Modifica les dades a Wikidata |
|        | Mas de la Canya           | masia                              | Ribera d'Ondara        | 662                  |                       | 41° 36′ 53″ N, 1° 17′ 26″ E / 41.6146673458486°N,1.29047805921149°E     |                                                      |                                        | Modifica les dades a Wikidata |
|        | Mas de Nuix               | masia casa forta                   | Ribera d'Ondara        | 628                  |                       | 41° 37′ 25″ N, 1° 17′ 09″ E / 41.62365°N,1.28572°E                      | bé integrant del patrimoni cultural català           | Mas de Nuix (Ribera d'Ondara)          | Modifica les dades a Wikidata |
|        | Mas de Satorres           | masia                              | Ribera d'Ondara        | 613                  |                       | 41° 37′ 15″ N, 1° 17′ 27″ E / 41.620912320113°N,1.2907943826497°E       |                                                      |                                        | Modifica les dades a Wikidata |
|        | Mas de Trilla             | masia                              | Ribera d'Ondara        | 737                  | enderrocat o destruït | 41° 35′ 51″ N, 1° 19′ 40″ E / 41.5973719132538°N,1.32766285357486°E     |                                                      |                                        | Modifica les dades a Wikidata |
|        | Mas del Bosc              | masia                              | Ribera d'Ondara        | 615                  | ruïnós                | 41° 37′ 26″ N, 1° 17′ 48″ E / 41.6238933870914°N,1.29675230789209°E     |                                                      |                                        | Modifica les dades a Wikidata |
|        | Mas del Soler             | masia                              | Ribera d'Ondara        | 748                  | ruïnós                | 41° 35′ 41″ N, 1° 19′ 31″ E / 41.5948527327123°N,1.32537623285245°E     |                                                      |                                        | Modifica les dades a Wikidata |
|        | Mas Ramon                 | masia                              | Ribera d'Ondara        | 537                  |                       | 41° 38′ 20″ N, 1° 17′ 05″ E / 41.6389814495481°N,1.28475673674436°E     |                                                      |                                        | Modifica les dades a Wikidata |
|        | Mas Romà                  | masia                              | Ribera d'Ondara        | 619                  | ruïnós                | 41° 37′ 34″ N, 1° 17′ 51″ E / 41.6260387192634°N,1.29747609513084°E     |                                                      |                                        | Modifica les dades a Wikidata |
|        | Mas Rosic                 | masia                              | Ribera d'Ondara        | 644                  | ruïnós                | 41° 39′ 34″ N, 1° 20′ 03″ E / 41.659378001185°N,1.3342149255994°E       |                                                      |                                        | Modifica les dades a Wikidata |
|        | Ca l'Angelet              | masia                              | Sanaüja                | 544                  |                       | 41° 53′ 29″ N, 1° 20′ 07″ E / 41.8913677494137°N,1.33520205364364°E     |                                                      |                                        | Modifica les dades a Wikidata |
|        | Cal Catí                  | masia                              | Sanaüja                | 532                  |                       | 41° 53′ 23″ N, 1° 18′ 15″ E / 41.8898135215249°N,1.30408443028839°E     |                                                      |                                        | Modifica les dades a Wikidata |
|        | Casa Nova del Riu         | masia                              | Sanaüja                | 408                  | ruïnós                | 41° 51′ 16″ N, 1° 16′ 49″ E / 41.8545500636791°N,1.2802484923822°E      |                                                      |                                        | Modifica les dades a Wikidata |
|        | Casa Xoriguera            | masia                              | Sanaüja                | 400                  |                       | 41° 52′ 06″ N, 1° 18′ 02″ E / 41.8683627888984°N,1.30060307567039°E     |                                                      |                                        | Modifica les dades a Wikidata |
|        | els Camats                | masia                              | Sanaüja                | 418                  |                       | 41° 50′ 56″ N, 1° 17′ 22″ E / 41.848849°N,1.28947°E                     |                                                      | Els Camats                             | Modifica les dades a Wikidata |
|        | els Garrons               | masia                              | Sanaüja                | 483                  | ruïnós                | 41° 53′ 23″ N, 1° 18′ 34″ E / 41.889767089246°N,1.30948556562032°E      |                                                      |                                        | Modifica les dades a Wikidata |
|        | les Torres del Riu        | masia                              | Sanaüja                | 398                  |                       | 41° 50′ 45″ N, 1° 17′ 48″ E / 41.8458701518443°N,1.29671782459021°E     |                                                      | Les Torres del Riu                     | Modifica les dades a Wikidata |
|        | Mas d'Auró                | masia                              | Sanaüja                | 406                  | ruïnós                | 41° 50′ 01″ N, 1° 18′ 46″ E / 41.8335681999695°N,1.31263953866188°E     |                                                      | Mas d'Auró                             | Modifica les dades a Wikidata |
|        | Mas de la Baixa           | masia                              | Sanaüja                | 540                  |                       | 41° 52′ 51″ N, 1° 19′ 57″ E / 41.8807463509533°N,1.33252518723462°E     |                                                      |                                        | Modifica les dades a Wikidata |
|        | Mas Pinyol                | masia                              | Sanaüja                | 407                  |                       | 41° 51′ 29″ N, 1° 16′ 21″ E / 41.8581159740711°N,1.27240645825806°E     |                                                      |                                        | Modifica les dades a Wikidata |
|        | Mas Piquer                | masia                              | Sanaüja                | 424                  |                       | 41° 50′ 10″ N, 1° 18′ 26″ E / 41.8360896252613°N,1.30710564343652°E     |                                                      | Mas Piquer                             | Modifica les dades a Wikidata |
|        | Masia Cardona             | masia                              | Sanaüja                | 525                  | ruïnós                | 41° 53′ 10″ N, 1° 18′ 59″ E / 41.8860322239847°N,1.31641791725164°E     |                                                      |                                        | Modifica les dades a Wikidata |
|        | Masia del Munt            | masia                              | Sanaüja                | 598                  |                       | 41° 52′ 34″ N, 1° 19′ 50″ E / 41.8759906992739°N,1.330648412858°E       |                                                      |                                        | Modifica les dades a Wikidata |
|        | Masia Negra               | masia                              | Sanaüja                | 506                  |                       | 41° 53′ 07″ N, 1° 17′ 39″ E / 41.8852728690814°N,1.29426122741367°E     |                                                      |                                        | Modifica les dades a Wikidata |
|        | Mirambell                 | masia                              | Sanaüja                | 448                  |                       | 41° 52′ 06″ N, 1° 16′ 46″ E / 41.868421387561°N,1.2793957708311°E       |                                                      |                                        | Modifica les dades a Wikidata |
|        | Torre Combelles           | masia                              | Sanaüja                | 427                  |                       | 41° 51′ 50″ N, 1° 19′ 04″ E / 41.8640028383131°N,1.31767083368403°E     |                                                      | Torre Combelles                        | Modifica les dades a Wikidata |
|        | Ca l'Isidró               | masia                              | Sant Guim de Freixenet | 641                  |                       | 41° 40′ 42″ N, 1° 24′ 21″ E / 41.6782462861645°N,1.40577448201648°E     |                                                      |                                        | Modifica les dades a Wikidata |
|        | Cal Casanova Pla          | masia                              | Sant Guim de Freixenet | 759                  |                       | 41° 38′ 36″ N, 1° 25′ 06″ E / 41.6434175559336°N,1.41819658307807°E     |                                                      |                                        | Modifica les dades a Wikidata |
|        | Cal Casanova Solà         | masia                              | Sant Guim de Freixenet | 759                  |                       | 41° 38′ 33″ N, 1° 25′ 12″ E / 41.6425072496683°N,1.42011599010193°E     |                                                      |                                        | Modifica les dades a Wikidata |
|        | Cal Comalada              | masia                              | Sant Guim de Freixenet | 639                  |                       | 41° 38′ 24″ N, 1° 22′ 41″ E / 41.6400553976802°N,1.37794819255809°E     |                                                      |                                        | Modifica les dades a Wikidata |
|        | Cal Jaumet                | masia                              | Sant Guim de Freixenet | 717                  |                       | 41° 38′ 55″ N, 1° 22′ 49″ E / 41.6485621692902°N,1.38017245967194°E     |                                                      |                                        | Modifica les dades a Wikidata |
|        | Cal Jeroni                | masia                              | Sant Guim de Freixenet | 679                  |                       | 41° 38′ 46″ N, 1° 22′ 56″ E / 41.6462234696478°N,1.38230841602255°E     |                                                      |                                        | Modifica les dades a Wikidata |
|        | Cal Martí                 | masia                              | Sant Guim de Freixenet | 699                  |                       | 41° 39′ 59″ N, 1° 24′ 47″ E / 41.6662690613345°N,1.41306081680779°E     |                                                      |                                        | Modifica les dades a Wikidata |
|        | Cal Mercer                | masia                              | Sant Guim de Freixenet | 647                  |                       | 41° 39′ 39″ N, 1° 23′ 38″ E / 41.6607348282761°N,1.3939677833391°E      |                                                      |                                        | Modifica les dades a Wikidata |
|        | Cal Ros                   | masia                              | Sant Guim de Freixenet | 618                  |                       | 41° 40′ 47″ N, 1° 24′ 10″ E / 41.6796910296799°N,1.4027953590126°E      |                                                      |                                        | Modifica les dades a Wikidata |
|        | Cal Suen                  | masia                              | Sant Guim de Freixenet | 770                  |                       | 41° 38′ 44″ N, 1° 25′ 29″ E / 41.645490062903°N,1.42482219743607°E      |                                                      |                                        | Modifica les dades a Wikidata |
|        | Cal Ton                   | masia                              | Sant Guim de Freixenet | 680                  |                       | 41° 38′ 42″ N, 1° 23′ 00″ E / 41.6449047837276°N,1.38332603482541°E     |                                                      |                                        | Modifica les dades a Wikidata |
|        | Cal Vinyals               | masia                              | Sant Guim de Freixenet | 618                  |                       | 41° 40′ 55″ N, 1° 24′ 01″ E / 41.6820800999947°N,1.40036939954226°E     |                                                      |                                        | Modifica les dades a Wikidata |
|        | Can Basomba               | masia                              | Sant Guim de Freixenet | 687                  |                       | 41° 39′ 42″ N, 1° 23′ 56″ E / 41.6616216861146°N,1.39878607211936°E     |                                                      |                                        | Modifica les dades a Wikidata |
|        | Can Ferran                | masia                              | Sant Guim de Freixenet | 740                  |                       | 41° 39′ 10″ N, 1° 25′ 00″ E / 41.652755455184°N,1.41673115853271°E      |                                                      |                                        | Modifica les dades a Wikidata |
|        | el Castellanet            | masia                              | Sant Guim de Freixenet | 733                  |                       | 41° 38′ 50″ N, 1° 24′ 36″ E / 41.6471406821164°N,1.40995201980615°E     |                                                      |                                        | Modifica les dades a Wikidata |
|        | la Vaqueria               | masia                              | Sant Guim de Freixenet | 753                  |                       | 41° 38′ 52″ N, 1° 25′ 13″ E / 41.647686742104°N,1.42015754040988°E      |                                                      |                                        | Modifica les dades a Wikidata |
|        | Lo Maset                  | masia                              | Sant Guim de Freixenet | 617                  |                       | 41° 38′ 14″ N, 1° 22′ 43″ E / 41.6373452806558°N,1.37865249459646°E     |                                                      |                                        | Modifica les dades a Wikidata |
|        | Mas Colom                 | masia                              | Sant Guim de Freixenet | 674                  | enderrocat o destruït | 41° 40′ 31″ N, 1° 22′ 56″ E / 41.6753064178345°N,1.38231301400684°E     |                                                      |                                        | Modifica les dades a Wikidata |
|        | Maset del Torreta         | masia                              | Sant Guim de Freixenet | 700                  |                       | 41° 39′ 35″ N, 1° 24′ 11″ E / 41.6598259048964°N,1.40307024427801°E     |                                                      |                                        | Modifica les dades a Wikidata |
|        | la Casota                 | masia                              | Sant Guim de la Plana  |                      |                       | 41° 46′ 37″ N, 1° 21′ 22″ E / 41.7768707681216°N,1.35602305995173°E     |                                                      |                                        | Modifica les dades a Wikidata |
|        | Cal Corcelles             | masia                              | Sant Ramon             | 668                  |                       | 41° 43′ 38″ N, 1° 22′ 25″ E / 41.7271065576775°N,1.37355968881272°E     |                                                      |                                        | Modifica les dades a Wikidata |
|        | Cal Pinet                 | masia                              | Sant Ramon             | 665                  |                       | 41° 44′ 48″ N, 1° 23′ 27″ E / 41.746649297046°N,1.3908899285671°E       |                                                      |                                        | Modifica les dades a Wikidata |
|        | Cal Ponet                 | masia                              | Sant Ramon             | 651                  |                       | 41° 44′ 27″ N, 1° 21′ 34″ E / 41.7407203864546°N,1.3593267093207°E      |                                                      |                                        | Modifica les dades a Wikidata |
|        | Cal Ramonet               | masia                              | Sant Ramon             | 663                  |                       | 41° 44′ 28″ N, 1° 22′ 57″ E / 41.7410028642661°N,1.38242054330324°E     |                                                      |                                        | Modifica les dades a Wikidata |
|        | Casa Llúcio               | masia                              | Sant Ramon             | 642                  |                       | 41° 44′ 30″ N, 1° 23′ 15″ E / 41.7417959846385°N,1.38758370109182°E     |                                                      |                                        | Modifica les dades a Wikidata |
|        | Masia del Sastre          | masia                              | Sant Ramon             | 599                  |                       | 41° 44′ 32″ N, 1° 20′ 21″ E / 41.742312240813°N,1.339287962324°E        |                                                      |                                        | Modifica les dades a Wikidata |
|        | Ca la Magina              | masia                              | Talavera               | 665                  |                       | 41° 34′ 30″ N, 1° 22′ 10″ E / 41.57499°N,1.36955°E                      |                                                      |                                        | Modifica les dades a Wikidata |
|        | Cal Comtet                | masia                              | Talavera               | 764                  | ruïnós                | 41° 33′ 41″ N, 1° 23′ 11″ E / 41.5613648871319°N,1.38644175096131°E     |                                                      |                                        | Modifica les dades a Wikidata |
|        | Cal Querol                | masia                              | Talavera               | 759                  | ruïnós                | 41° 33′ 49″ N, 1° 22′ 49″ E / 41.5635466723444°N,1.38018731692228°E     |                                                      |                                        | Modifica les dades a Wikidata |
|        | Era del Modesto           | masia                              | Talavera               | 683                  |                       | 41° 35′ 03″ N, 1° 22′ 36″ E / 41.5840525778331°N,1.37679568153807°E     |                                                      |                                        | Modifica les dades a Wikidata |
|        | Masia del Batlle          | masia                              | Talavera               | 675                  |                       | 41° 34′ 16″ N, 1° 22′ 14″ E / 41.5712389165452°N,1.37065182897715°E     |                                                      |                                        | Modifica les dades a Wikidata |
|        | Masia del Caterino        | masia                              | Talavera               | 742                  |                       | 41° 34′ 16″ N, 1° 23′ 17″ E / 41.570979072556°N,1.3880618006899°E       |                                                      |                                        | Modifica les dades a Wikidata |
|        | Masia del Peret           | masia                              | Talavera               | 721                  | ruïnós                | 41° 34′ 36″ N, 1° 20′ 39″ E / 41.5767884385464°N,1.34426732284864°E     |                                                      |                                        | Modifica les dades a Wikidata |
|        | Montfred                  | masia                              | Talavera               | 826                  |                       | 41° 33′ 34″ N, 1° 23′ 39″ E / 41.559326°N,1.394242°E                    |                                                      | Montfred (masia)                       | Modifica les dades a Wikidata |
|        | Rodell                    | masia                              | Talavera               | 675                  | ruïnós                | 41° 34′ 23″ N, 1° 22′ 03″ E / 41.5729590692719°N,1.36746609242156°E     |                                                      |                                        | Modifica les dades a Wikidata |
|        | Cal Talet                 | masia                              | Tarroja de Segarra     | 495                  |                       | 41° 43′ 04″ N, 1° 16′ 13″ E / 41.717851°N,1.27035°E                     |                                                      |                                        | Modifica les dades a Wikidata |
|        | Casa del Ballivell        | masia                              | Tarroja de Segarra     | 461                  |                       | 41° 43′ 59″ N, 1° 16′ 29″ E / 41.733158°N,1.274828°E                    |                                                      |                                        | Modifica les dades a Wikidata |
|        | Ca l'Ermet                | masia                              | Torrefeta i Florejacs  | 515                  | ruïnós                | 41° 49′ 14″ N, 1° 17′ 50″ E / 41.82044°N,1.29724°E                      | bé integrant del patrimoni cultural català           |                                        | Modifica les dades a Wikidata |
|        | Ca l'Escuder              | masia                              | Torrefeta i Florejacs  | 481                  |                       | 41° 48′ 05″ N, 1° 13′ 08″ E / 41.80146111111111°N,1.218788888888889°E   | bé integrant del patrimoni cultural català           | Ca l'Escuder                           | Modifica les dades a Wikidata |
|        | Ca l'Heuret               | masia                              | Torrefeta i Florejacs  | 500                  | ruïnós                | 41° 44′ 14″ N, 1° 18′ 14″ E / 41.7371771733974°N,1.3038864833293°E      |                                                      |                                        | Modifica les dades a Wikidata |
|        | Cal Bater                 | masia                              | Torrefeta i Florejacs  | 498                  |                       | 41° 44′ 26″ N, 1° 18′ 15″ E / 41.7404508092432°N,1.30417310523596°E     |                                                      | Cal Bater                              | Modifica les dades a Wikidata |
|        | Cal Canet                 | masia                              | Torrefeta i Florejacs  | 515                  |                       | 41° 48′ 56″ N, 1° 14′ 38″ E / 41.81565°N,1.2437805555556°E              | bé integrant del patrimoni cultural català           | Cal Canet (Palou)                      | Modifica les dades a Wikidata |
|        | Cal Ferrer                | masia                              | Torrefeta i Florejacs  | 491                  |                       | 41° 47′ 20″ N, 1° 15′ 55″ E / 41.7887654351239°N,1.26519629403925°E     |                                                      |                                        | Modifica les dades a Wikidata |
|        | Cal Frare                 | masia                              | Torrefeta i Florejacs  | 626                  |                       | 41° 53′ 57″ N, 1° 17′ 31″ E / 41.8991°N,1.2919888888888889°E            | bé integrant del patrimoni cultural català           | Cal Frare (Torrefeta i Florejacs)      | Modifica les dades a Wikidata |
|        | Cal Llucià                | masia                              | Torrefeta i Florejacs  | 515                  |                       | 41° 49′ 06″ N, 1° 15′ 13″ E / 41.8182670360969°N,1.25366049895487°E     |                                                      |                                        | Modifica les dades a Wikidata |
|        | Cal Maginer               | masia                              | Torrefeta i Florejacs  | 472                  |                       | 41° 43′ 20″ N, 1° 15′ 50″ E / 41.7220885564461°N,1.26392582572259°E     |                                                      |                                        | Modifica les dades a Wikidata |
|        | Cal Mingo                 | masia                              | Torrefeta i Florejacs  | 529                  |                       | 41° 49′ 05″ N, 1° 15′ 09″ E / 41.8181144192382°N,1.25250881920447°E     |                                                      |                                        | Modifica les dades a Wikidata |
|        | Cal Mutxatxà              | masia                              | Torrefeta i Florejacs  | 474                  |                       | 41° 49′ 27″ N, 1° 18′ 07″ E / 41.82411944444444°N,1.3019888888888889°E  | bé integrant del patrimoni cultural català           | Cal Mutxatxà                           | Modifica les dades a Wikidata |
|        | Cal Salvador              | masia                              | Torrefeta i Florejacs  | 512                  | ruïnós                | 41° 49′ 17″ N, 1° 17′ 50″ E / 41.82138°N,1.29717°E                      | bé integrant del patrimoni cultural català           |                                        | Modifica les dades a Wikidata |
|        | Cal Torra                 | masia                              | Torrefeta i Florejacs  | 482                  |                       | 41° 46′ 51″ N, 1° 15′ 44″ E / 41.7807425293076°N,1.2623442310038°E      |                                                      |                                        | Modifica les dades a Wikidata |
|        | Can Manel de la Vall      | masia                              | Torrefeta i Florejacs  | 502                  |                       | 41° 49′ 28″ N, 1° 16′ 14″ E / 41.82435°N,1.2706694444444°E              | bé integrant del patrimoni cultural català           | Can Manel de la Vall                   | Modifica les dades a Wikidata |
|        | Can Rius                  | masia                              | Torrefeta i Florejacs  | 515                  |                       | 41° 44′ 40″ N, 1° 18′ 38″ E / 41.7445449125942°N,1.31063162031138°E     |                                                      |                                        | Modifica les dades a Wikidata |
|        | Casa Cinca                | masia                              | Torrefeta i Florejacs  | 450                  | enderrocat o destruït | 41° 46′ 55″ N, 1° 16′ 16″ E / 41.7819903098774°N,1.27102250529304°E     |                                                      |                                        | Modifica les dades a Wikidata |
|        | Casanova de Pujol         | masia                              | Torrefeta i Florejacs  | 558                  |                       | 41° 54′ 00″ N, 1° 18′ 18″ E / 41.90001°N,1.30489°E                      | bé integrant del patrimoni cultural català           | Casanova de Pujol                      | Modifica les dades a Wikidata |
|        | Caseta de Palou           | masia                              | Torrefeta i Florejacs  | 487                  |                       | 41° 49′ 10″ N, 1° 14′ 50″ E / 41.8195204528771°N,1.24725720688075°E     |                                                      |                                        | Modifica les dades a Wikidata |
|        | Clusca                    | masia                              | Torrefeta i Florejacs  | 535                  |                       | 41° 48′ 56″ N, 1° 15′ 04″ E / 41.8156598578858°N,1.25101044100668°E     |                                                      |                                        | Modifica les dades a Wikidata |
|        | el Casalot de Palou       | masia                              | Torrefeta i Florejacs  | 527                  |                       | 41° 48′ 46″ N, 1° 15′ 34″ E / 41.81288888888889°N,1.2593305555555556°E  | bé integrant del patrimoni cultural català           | El Casalot de Palou                    | Modifica les dades a Wikidata |
|        | els Domenges              | masia                              | Torrefeta i Florejacs  | 443                  |                       | 41° 45′ 05″ N, 1° 15′ 51″ E / 41.7513365410597°N,1.26416007441935°E     |                                                      |                                        | Modifica les dades a Wikidata |
|        | Era del Manuel            | masia                              | Torrefeta i Florejacs  | 456                  | ruïnós                | 41° 50′ 01″ N, 1° 17′ 18″ E / 41.8337°N,1.2882305555555555°E            | bé integrant del patrimoni cultural català           | Era del Manuel                         | Modifica les dades a Wikidata |
|        | Gardeny                   | masia                              | Torrefeta i Florejacs  | 448                  |                       | 41° 43′ 37″ N, 1° 15′ 21″ E / 41.726968°N,1.255775°E                    |                                                      |                                        | Modifica les dades a Wikidata |
|        | Hostal de Riber           | masia                              | Torrefeta i Florejacs  | 437                  |                       | 41° 44′ 05″ N, 1° 15′ 00″ E / 41.7346221760024°N,1.25003692626787°E     |                                                      |                                        | Modifica les dades a Wikidata |
|        | la Bardissa               | masia                              | Torrefeta i Florejacs  | 453                  | ruïnós                | 41° 49′ 31″ N, 1° 14′ 31″ E / 41.8254°N,1.2419805555555556°E            | bé integrant del patrimoni cultural català           | La Bardissa                            | Modifica les dades a Wikidata |
|        | la Casa Nova              | masia                              | Torrefeta i Florejacs  | 431                  | ruïnós                | 41° 45′ 17″ N, 1° 15′ 05″ E / 41.7547089306152°N,1.2513555872244°E      |                                                      |                                        | Modifica les dades a Wikidata |
|        | la Casanova               | masia                              | Torrefeta i Florejacs  | 440                  |                       | 41° 49′ 52″ N, 1° 14′ 40″ E / 41.83123°N,1.2444°E                       | bé integrant del patrimoni cultural català           | La Casanova de Palou                   | Modifica les dades a Wikidata |
|        | la Casilla                | masia                              | Torrefeta i Florejacs  | 493                  | enderrocat o destruït | 41° 49′ 43″ N, 1° 13′ 54″ E / 41.828676°N,1.231543°E                    |                                                      |                                        | Modifica les dades a Wikidata |
|        | la Masuca                 | masia                              | Torrefeta i Florejacs  | 400                  |                       | 41° 46′ 34″ N, 1° 10′ 22″ E / 41.77603888888889°N,1.1727°E              | bé integrant del patrimoni cultural català           | La Masuca (Torrefeta i Florejacs)      | Modifica les dades a Wikidata |
|        | la Plantada               | masia                              | Torrefeta i Florejacs  | 485                  |                       | 41° 49′ 17″ N, 1° 14′ 52″ E / 41.8215186883855°N,1.24776860204363°E     |                                                      |                                        | Modifica les dades a Wikidata |
|        | la Vantalada              | masia                              | Torrefeta i Florejacs  | 485                  |                       | 41° 48′ 01″ N, 1° 15′ 09″ E / 41.8002832570937°N,1.25262036364125°E     |                                                      |                                        | Modifica les dades a Wikidata |
|        | les Casetes               | masia                              | Torrefeta i Florejacs  | 471                  |                       | 41° 49′ 57″ N, 1° 16′ 42″ E / 41.83246111111111°N,1.278361111111111°E   | bé integrant del patrimoni cultural català           | Les Casetes (Selvanera)                | Modifica les dades a Wikidata |
|        | Lo Casalot                | masia                              | Torrefeta i Florejacs  | 487                  | ruïnós                | 41° 49′ 29″ N, 1° 16′ 01″ E / 41.824639792465°N,1.26708168244462°E      |                                                      |                                        | Modifica les dades a Wikidata |
|        | Lo Termenet               | masia                              | Torrefeta i Florejacs  | 404                  |                       | 41° 46′ 10″ N, 1° 10′ 09″ E / 41.769511111111115°N,1.1692888888888888°E | bé integrant del patrimoni cultural català           | Lo Termenet                            | Modifica les dades a Wikidata |
|        | Mas de la Vila            | masia                              | Torrefeta i Florejacs  | 607                  |                       | 41° 55′ 05″ N, 1° 18′ 34″ E / 41.9181°N,1.3093805555555555°E            | bé cultural d'interès local                          | Mas de la Vila (les Cases de la Serra) | Modifica les dades a Wikidata |
|        | Mas de Nadal              | masia                              | Torrefeta i Florejacs  | 510                  |                       | 41° 50′ 05″ N, 1° 18′ 09″ E / 41.83461944444444°N,1.302488888888889°E   | bé integrant del patrimoni cultural català           | Mas de Nadal                           | Modifica les dades a Wikidata |
|        | Mas Farell                | masia                              | Torrefeta i Florejacs  | 435                  |                       | 41° 50′ 35″ N, 1° 14′ 54″ E / 41.84291944444445°N,1.24835°E             | bé integrant del patrimoni cultural català           | Mas Farell                             | Modifica les dades a Wikidata |
|        | Mas Fiter                 | masia                              | Torrefeta i Florejacs  | 500                  | ruïnós                | 41° 50′ 56″ N, 1° 16′ 52″ E / 41.84888888888889°N,1.2810805555555556°E  | bé integrant del patrimoni cultural català           | Mas Fiter                              | Modifica les dades a Wikidata |
|        | Mas Formiga               | masia                              | Torrefeta i Florejacs  | 424                  |                       | 41° 50′ 35″ N, 1° 15′ 13″ E / 41.8429694292256°N,1.25350668075095°E     |                                                      |                                        | Modifica les dades a Wikidata |
|        | Mas Garriga               | masia                              | Torrefeta i Florejacs  | 609                  |                       | 41° 54′ 45″ N, 1° 18′ 09″ E / 41.912588888889°N,1.3025805555556°E       | bé cultural d'interès local                          | Mas Garriga                            | Modifica les dades a Wikidata |
|        | Mas Mascó                 | masia                              | Torrefeta i Florejacs  | 481                  |                       | 41° 49′ 50″ N, 1° 17′ 33″ E / 41.8306°N,1.2923805555555556°E            | bé integrant del patrimoni cultural català           | Mas Mascó                              | Modifica les dades a Wikidata |
|        | Mas Passeres              | masia                              | Torrefeta i Florejacs  | 442                  |                       | 41° 50′ 55″ N, 1° 15′ 11″ E / 41.84873888888889°N,1.2531611111111112°E  | bé integrant del patrimoni cultural català           | Mas Passeres                           | Modifica les dades a Wikidata |
|        | Mas Roig                  | masia                              | Torrefeta i Florejacs  | 427                  | ruïnós                | 41° 47′ 29″ N, 1° 10′ 49″ E / 41.79148888888889°N,1.1802°E              | bé cultural d'interès local                          | Mas Roig (Florejacs)                   | Modifica les dades a Wikidata |
|        | Masia de Sant Cristòfol   | masia                              | Torrefeta i Florejacs  | 490                  | ruïnós                | 41° 46′ 55″ N, 1° 14′ 32″ E / 41.7820140152248°N,1.24232290750085°E     |                                                      |                                        | Modifica les dades a Wikidata |
|        | Masia del Clot            | masia                              | Torrefeta i Florejacs  | 472                  |                       | 41° 49′ 35″ N, 1° 17′ 09″ E / 41.8264704663875°N,1.28584104756046°E     |                                                      |                                        | Modifica les dades a Wikidata |
|        | Masia del Gravat          | masia                              | Torrefeta i Florejacs  | 401                  |                       | 41° 47′ 07″ N, 1° 10′ 49″ E / 41.78523055555556°N,1.1803388888888888°E  | bé integrant del patrimoni cultural català           | Masia del Gravat                       | Modifica les dades a Wikidata |
|        | Masia del Xeu             | masia                              | Torrefeta i Florejacs  | 460                  |                       | 41° 46′ 37″ N, 1° 14′ 55″ E / 41.7769125658872°N,1.24856254600556°E     |                                                      |                                        | Modifica les dades a Wikidata |
|        | Masia dels Plans          | masia                              | Torrefeta i Florejacs  | 506                  |                       | 41° 48′ 28″ N, 1° 14′ 13″ E / 41.80773888888889°N,1.2369694444444446°E  | bé integrant del patrimoni cultural català           | Masia dels Plans                       | Modifica les dades a Wikidata |
|        | Masia Llordes             | masia                              | Torrefeta i Florejacs  | 442                  |                       | 41° 50′ 07″ N, 1° 16′ 07″ E / 41.8351464821796°N,1.26861671332546°E     |                                                      |                                        | Modifica les dades a Wikidata |
|        | Masia Llorenç             | masia                              | Torrefeta i Florejacs  | 483                  |                       | 41° 48′ 24″ N, 1° 11′ 51″ E / 41.80653888888889°N,1.1975805555555556°E  | bé cultural d'interès local                          | Masia Llorenç                          | Modifica les dades a Wikidata |
|        | Masia Vilalta             | masia                              | Torrefeta i Florejacs  | 480                  |                       | 41° 48′ 40″ N, 1° 12′ 13″ E / 41.81103888888889°N,1.2035805555555554°E  | bé cultural d'interès local                          | Masia Vilalta                          | Modifica les dades a Wikidata |
|        | Molí dels Frares          | masia                              | Torrefeta i Florejacs  | 429                  |                       | 41° 46′ 18″ N, 1° 15′ 05″ E / 41.7717040577658°N,1.25133910721108°E     |                                                      |                                        | Modifica les dades a Wikidata |
|        | Montanyana                | masia                              | Torrefeta i Florejacs  | 517                  |                       | 41° 49′ 14″ N, 1° 17′ 08″ E / 41.820661111111114°N,1.2856°E             | bé cultural d'interès local                          | Montanyana (Selvanera)                 | Modifica les dades a Wikidata |
|        | Pujol                     | masia                              | Torrefeta i Florejacs  | 539                  |                       | 41° 53′ 53″ N, 1° 19′ 04″ E / 41.89798055555555°N,1.31765°E             | bé integrant del patrimoni cultural català           | Pujol (Torrefeta i Florejacs)          | Modifica les dades a Wikidata |
|        | Rodamilans                | masia                              | Torrefeta i Florejacs  | 421                  | ruïnós                | 41° 50′ 47″ N, 1° 15′ 43″ E / 41.846330555555554°N,1.2620694444444445°E | bé integrant del patrimoni cultural català           | Rodamilans                             | Modifica les dades a Wikidata |